# Braunschweiger Mumme

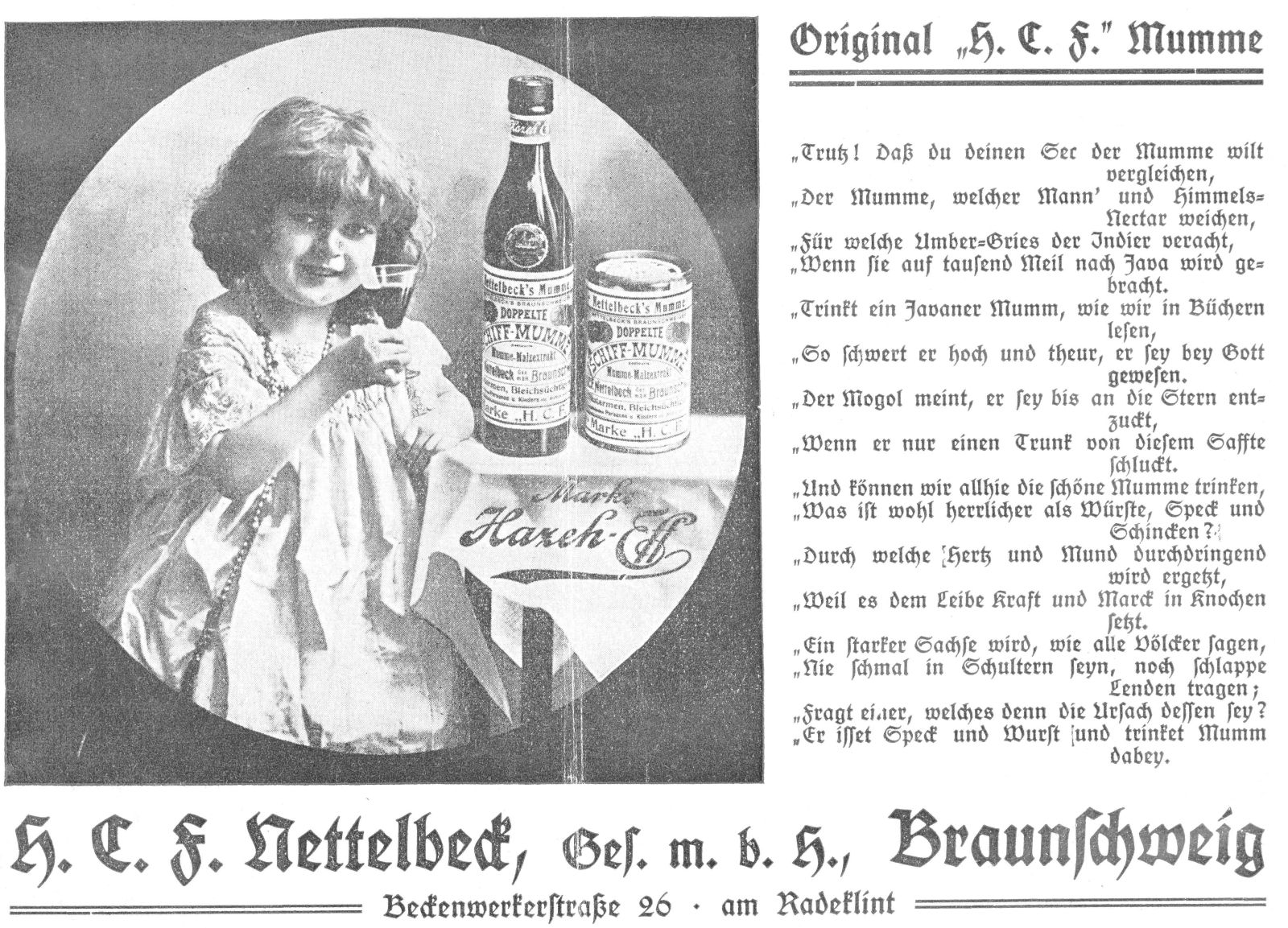
Een advertentie uit 1913 voor Braunschweiger Mumme

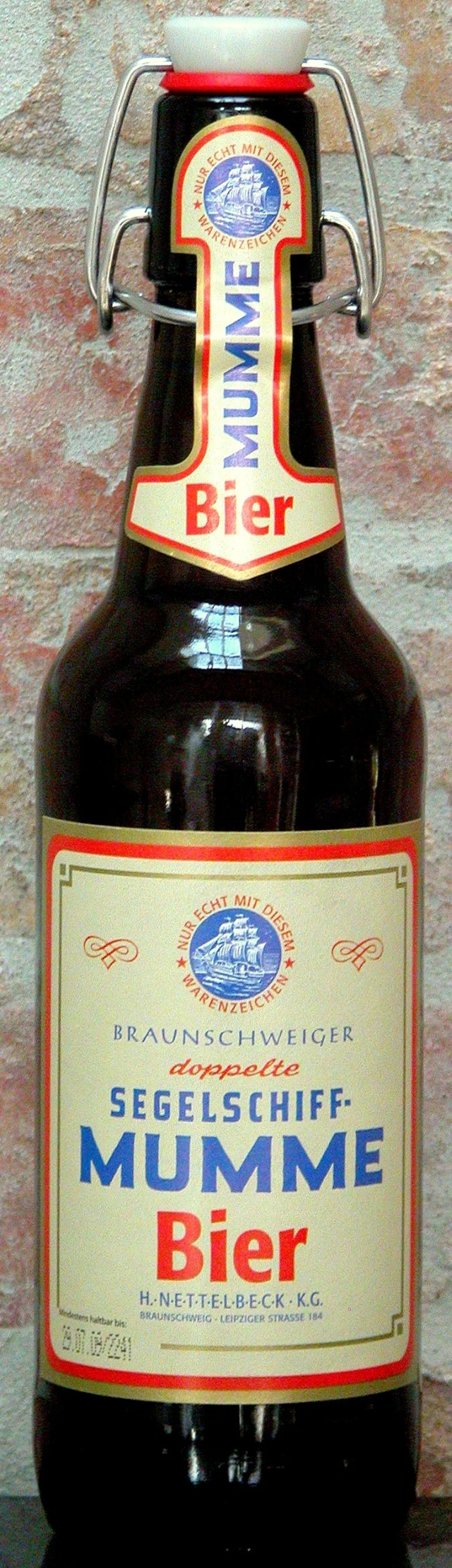
Braunschweiger Mumme 2008

Braunschweiger Mumme (Latijn: Mumma Brunsvicensium of Mumia, Frans: Mom de Bronsvic, Nederlands: Brunswijker Mom) was oorspronkelijk een alcohol bevattend bier uit Braunschweig (Brunswijk) in Duitsland, dat zwak of sterker alcoholisch was, afhankelijk van de wijze van brouwen.

## Beschrijving
Braunschweiger Mumme bestond al in de middeleeuwen. Het recept gaf het bier een lange houdbaarheid waardoor het over grote afstanden verscheept kon worden. Mum was een van de belangrijkste exportproducten van Brunswijk en werd, in latere perioden, onder meer geëxporteerd naar India en de Caraïben. De drank wordt tegenwoordig nog steeds verkocht in Brunswijk, waar het sinds het najaar van 2008 voor het eerst sinds 200 jaar weer wordt geproduceerd in alcohol bevattende varianten.
- Gemeinsame Normdatei: 4593209-8